# Kalinin kärnkraftverk
Kalinin kärnkraftverk (ryska: Калининская АЭС) är ett ryskt kärnkraftverk som ligger i Tver oblast, nära staden Udomlya, ca 270 kilometer nordväst om Moskva. Kärnkraftverket ägs och drivs av Rosenergoatom. 
Det finns idag (dec-2021) fyra reaktorer i drift vid kärnkraftverket. Alla är tryckvattenreaktorer av VVER-typ. De två första reaktorerna (VVER-338, 950 MWe) togs i kommersiell drift 1985 och 1987. Den tredje och fjärde reaktorn (VVER-320, 950 MWe) togs i kommersiell drift 2005 och 2012.

## Reaktorer
Alla data från IAEA PRIS.
| Station   | Typ           | Nettokapacitet | Byggstart       | Nätsynkronisering | Kommersiell drift inleddes | Övrigt |
| --------- | ------------- | -------------- | --------------- | ----------------- | -------------------------- | ------ |
| Kalinin 1 | VVER-1000/338 | 950 MW         | 1 februari 1977 | 9 maj 1984        | 12 juni 1985               |        |
| Kalinin 2 | VVER-1000/338 | 950 MW         | 1 februari 1982 | 3 december 1986   | 3 mars 1987                |        |
| Kalinin 3 | VVER-1000/320 | 950 MW         | 1 oktober 1985  | 16 december 2004  | 8 november 2005            |        |
| Kalinin 4 | VVER-1000/320 | 950 MW         | 1 augusti 1986  | 24 november 2011  | 25 december 2012           |        |